# KS Poznań
Klub Siatkarski Poznań – polska męska drużyna siatkarska z Poznania.
Klub Siatkarski Poznań powstał w 2005 roku w wyniku połączenia sekcji siatkarskiej UKS Budowlanka Poznań z Politechniką Poznań. Drużyna rozpoczęła rozgrywki w II lidze i w pierwszym sezonie swojej gry awansowała do I ligi. Nie potrafiła się jednak utrzymać na zapleczu Polskiej Ligi Siatkówki, lecz dzięki kłopotom finansowym Jokera Piła, poznański klub przejął zespół z Piły i miejsce w I lidze. Tym razem wzmocniony zespół zajął 2. miejsce. W rozgrywkach play-off rywalizację o bezpośredni awans do wyższej klasy ligowej przegrała z Treflem Gdańsk. Baraże o ekstraklasę zakończyły się wynikiem na korzyść rywala, Politechniki Warszawskiej.
4 lipca 2008 roku działacze klubu ogłosili rozwiązanie sekcji piłki siatkowej i tym samym niezgłoszenie się do rozgrywek I ligi. Przyczyną tej decyzji było wycofanie się z dalszego finansowania głównego sponsora, firmy Inotel. Trenerzy i zawodnicy otrzymali wolną rękę w poszukiwaniu klubów.

## Ostatni skład zespołu – sezon 2007/2008
- Pierwszy trener :  Sławomir Gerymski
- Kierownik drużyny : Marian Malak
- Asystent trenera : Andrzej Zahorski

| Numer | Nazwisko              | Wzrost | Narodowość | W klubie od | Pozycja      |
| ----- | --------------------- | ------ | ---------- | ----------- | ------------ |
| 1     | Michał Lach           | 1,95   | Polska     |             | przyjmujący  |
| 2     | Tomasz Walendzik      | 1,96   | Polska     |             | rozgrywający |
| 3     | Przemysław Lach       | 1,98   | Polska     |             | środkowy     |
| 4     | Piotr Świerżewski     | 2,05   | Polska     |             | środkowy     |
| 6     | Tomasz Wieczorek      | 1,98   | Polska     |             | środkowy     |
| 7     | Tomasz Kamuda         | 1,98   | Polska     |             | atakujący    |
| 8     | Mariusz Syguła        | 1,90   | Polska     |             | rozgrywający |
| 9     | Bartosz Mischke       | 1,96   | Polska     |             | przyjmujący  |
| 10    | Daniel Dwernicki      | 1,98   | Polska     |             | atakujący    |
| 11    | Arkadiusz Świechowski | 2,05   | Polska     |             | środkowy     |
| 12    | Paweł Kaczorowski     | 2,00   | Polska     |             | przyjmujący  |
| 13    | Michał Kubiak         | 1,92   | Polska     |             | przyjmujący  |
| 14    | Radosław Zbierski     | 1,91   | Polska     |             | przyjmujący  |
| 15    | Sławomir Krypel       | 1,81   | Polska     |             | libero       |